# Redwitz an der Rodach
Redwitz an der Rodach es un municipio situado en el distrito de Lichtenfels, en el estado federado de Baviera (Alemania), con una población a finales de 2016 de unos 3334 habitantes.
Se encuentra ubicado al norte del estado, en la región de Alta Franconia, cerca de la orilla del río Meno —un afluente derecho del Rin— y de la frontera con el estado de Turingia.